# Joseph H. Williams
Joseph Hartwell Williams, född 2 juni 1814 i Augusta, Massachusetts (i nuvarande Maine), död 19 juli 1896 i Augusta, Maine, var en amerikansk politiker. Han var Maines guvernör 1857–1858. Han var son till Reuel Williams.
År 1834 utexaminerades Williams från Harvard och fortsatte sedan med juridikstudier vid Dane Law School i Cambridge. År 1837 inledde han sedan sin karriär som advokat. Williams gick först med i Demokratiska partiet men bytte 1854 parti till det nya Republikanska partiet. År 1857 tillträdde han som talman i Maines senat. Guvernör Hannibal Hamlin avgick senare samma år och efterträddes av Williams. Han efterträddes sedan 1858 av Lot M. Morrill.